# ای بی گوتری جونیور
آلفرد برترام گوتری جونیور (به انگلیسی: Alfred Bertram Guthrie, Jr.) رمان‌نویس، منتقد ادبی، فیلم‌نامه‌نویس و مورخ آمریکایی است. او برنده جایزه پولیتزر برای داستان برای رمان مسیر غرب در سال ۱۹۵۰ شده است.

## کتابشناسی
- مسیر غرب